# Horodło

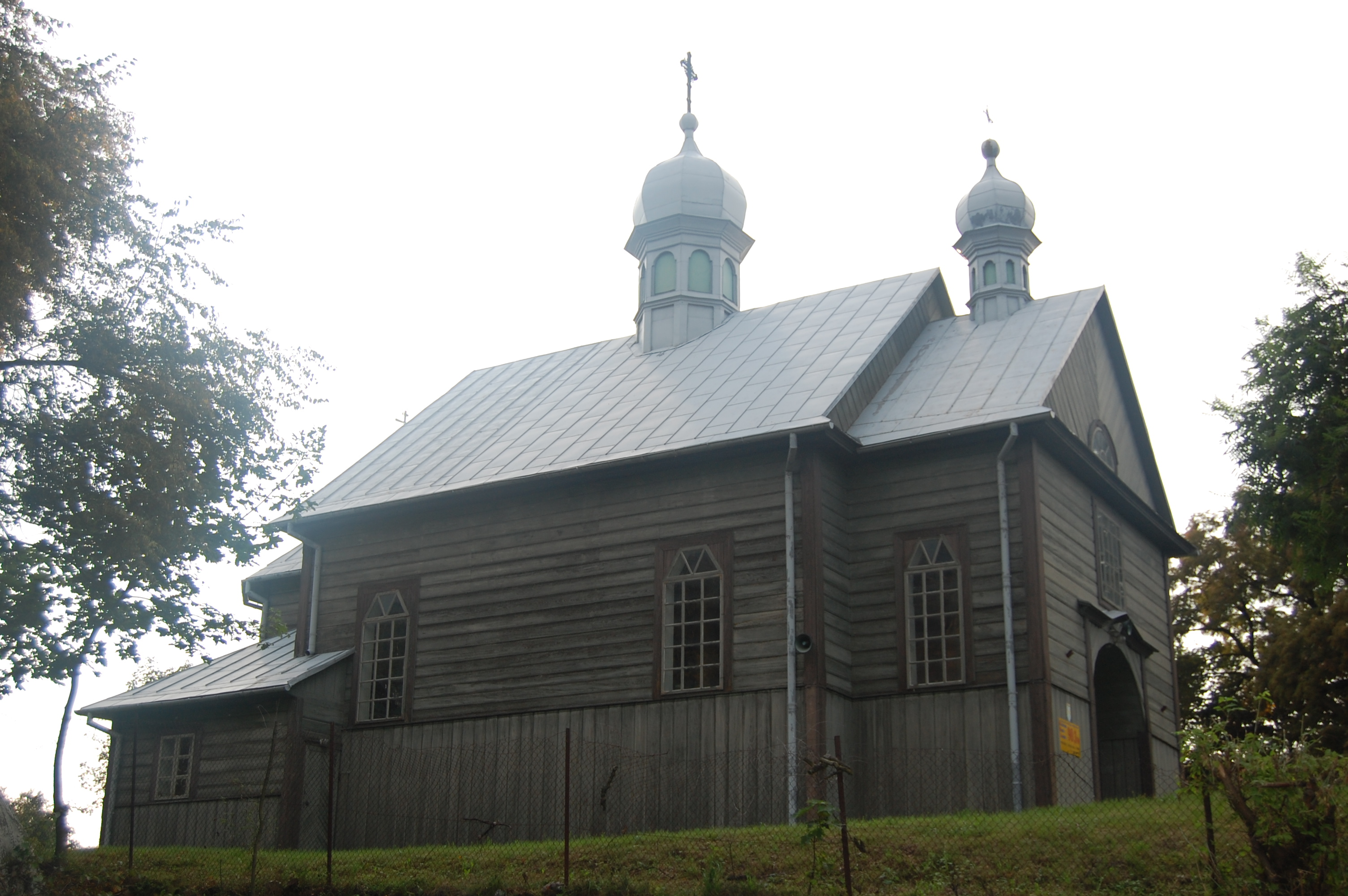
Kirche in Horodło

Horodło ist ein Dorf im Powiat Hrubieszowski der Woiwodschaft Lublin in Polen. Die Einwohnerzahl war niemals sehr groß; 1865 betrug sie 1635, 1897 2112, 1921 2495 und 2008 1119. Das Dorf ist Sitz der gleichnamigen Landgemeinde.  
Horodło liegt am linken Ufer des Bug direkt an der Grenze zur Ukraine. Die Entfernung nach Hrubieszów beträgt etwa 13 km, die nach Lublin 111 km.

## Geschichte
Horodło wurde erstmals in der Mitte des 14. Jahrhunderts erwähnt als eine Siedlung die den Fürsten von Litauen gehörte. Infolge seiner Lage am Ufer des Bug entwickelte sich der Ort zu einer Handelsstation. Im Jahre 1413 wurde hier die Union von Horodło zwischen Polen und dem Großherzogtum Litauen unterzeichnet, die Litauen einen eigenen Großherzog und ein eigenes Parlament zugestand. 1462 kam es zum Königreich Polen und König Kasimir IV. Jagiełło gab ihm Stadt- und Marktrechte.
Horodło wurde im Laufe seiner Geschichte mehrfach zerstört. Im Jahre 1500 durch die Tataren, 1648 durch die Truppen Bohdan Chmelnyzkyjs und 1850 durch ein Feuer. 1706 wurde es durch die Truppen des schwedischen Königs Karl XII. besetzt. 
Mit der Dritten Teilung Polens kam Horodło unter österreichische Herrschaft, 1807 zum Herzogtum Warschau und nach 1815 bis zum Ersten Weltkrieg war es ein Teil Kongresspolens. Nach dem Ersten Weltkrieg lag Horodło mitten im neuerstandenen Polen, nach dem Zweiten Weltkrieg an Polens östlicher Grenze zur Ukraine.

## Gemeinde
Zur Landgemeinde Horodło gehören 15 Ortschaften mit einem Schulzenamt.